# Hussein Sagar
Le lac Hussein (anglais :  Hussain Sagar , télougou : హుసేన్ సాగర్) est un lac artificiel du sud de l'Inde, dans le Télangana. Il est issu d'un barrage sur un affluent de la Musi bâti en 1562 par  Ibrahim Quli Qutub Shah pour donner une réserve d'eau à la ville. Il alimente Hyderabad en eau ; son nom vient de Hazrat Hussain Shah Wali qui participa à sa construction. Sur ses rives est érigé un mémorial en hommage à Nandamuri Taraka Rama Rao.

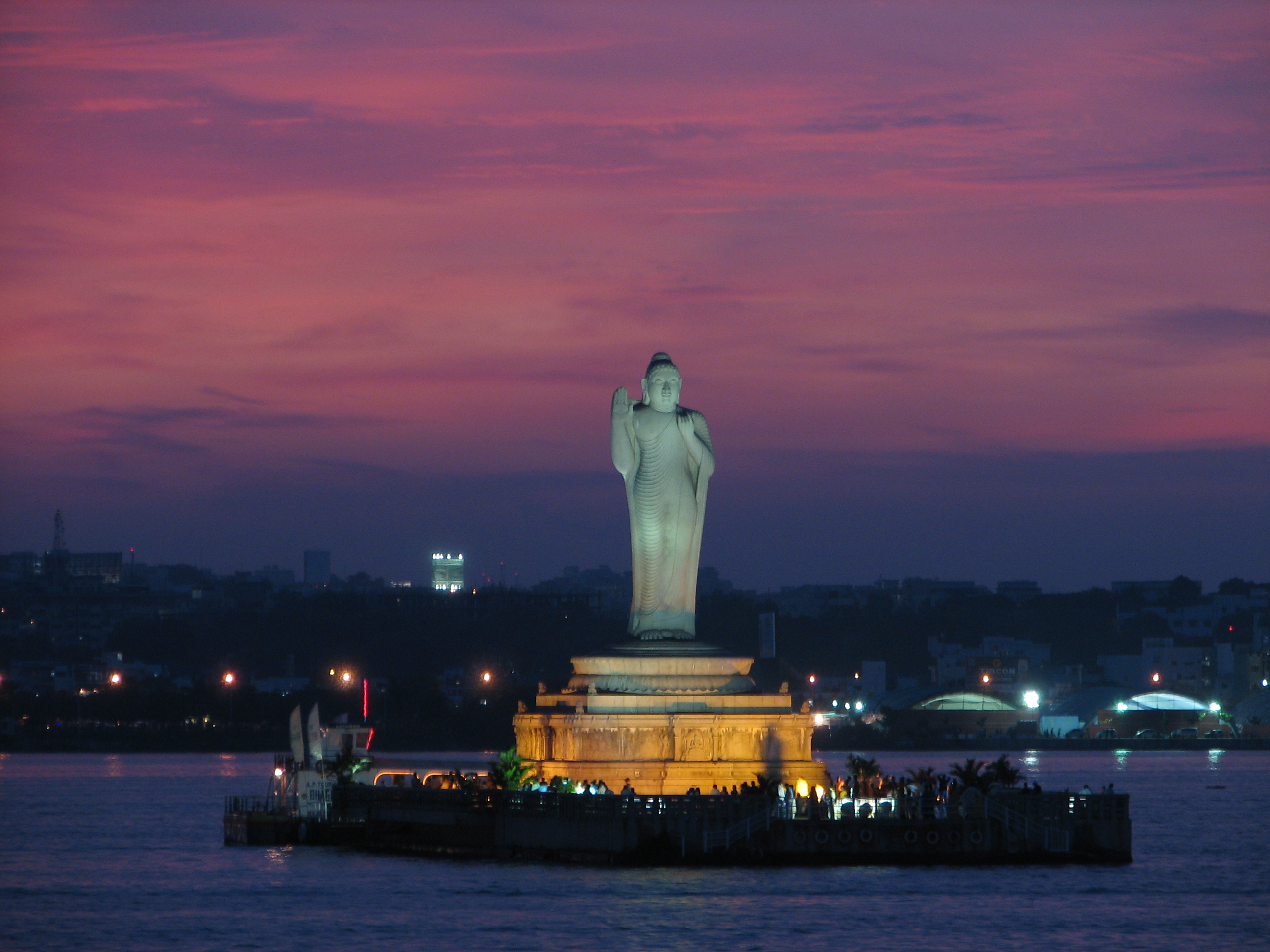
Statue de Bouddha en son centre.